# Chronologie de l'astronomie stellaire
Cet article présente une chronologie de l'astronomie stellaire.

## Avant J.-C.
- ~-2300

Première grande période de nommage des étoiles par les Chinois.
- ~-1200

Nommages des vingt-huit constellations chinoises.
- -600

Anaximandre remarque que les astres s'échelonnent à des distances différentes, et le premier, reconnu que le ciel paraît tourner autour des pôles célestes.
- -550

Les Grecs nomment les constellations de l'hémisphère nord.
- -130

Hipparque détermine avec précision (moins de 1° d'erreur) la position de 1000 étoiles et dresse le premier catalogue d'étoiles qui les classe en six grandeurs de luminosité, par ordre décroissant.

## Iersiècle-IXesiècle
- ~ 150

Claude Ptolémée publie l'Almageste.
- 185

Première supernova historique avérée, SN 185.
- 386

Supernova, SN 386, observée par les astronomes chinois.
- 393

Nouvelle supernova, SN 393, observée par les astronomes chinois.
- 813

Al-Mamun fonde l'école d'astronomie de Bagdad.
- Vers 800-830

L'astronomie fait partie des sept arts libéraux créés par Bède le Vénérable, plus particulièrement du quadrivium.

## Xesiècle
- 964

Abd Al-Rahman Al Sufi (Azophi) publie le Livre des étoiles fixes, où il mentionne la découverte de la galaxie d'Andromède, ainsi que le Grand Nuage de Magellan, visible du sud de la péninsule Arabique.  Y figurent les positions et magnitudes des étoiles.

## XIesiècle
- 1006

Supernova de l'an 1006 (SN 1006).
- ~ 1050

Al-Zarqali établit les tables astronomiques dites de Tolède.
- 1054

Supernova de l'an 1054, dite supernova du Crabe (SN 1054).

## XIIesiècle
- 1181

Supernova de l'an 1181 (SN 1181).

## XIIIesiècle
- 1252

Le roi de Castille Alphonse X le Sage ordonne de dresser les tables alphonsines.
- 1254

Le roi de Castille Alphonse X le Sage fait traduire le Libro complido en los judizios de las estrellas.

## XIVesiècle
- ~1340

Ibn Qayyim al-Jawziyya (1292–1350), dans son livre Miftah Dar al-Sacadah, reconnaît que les étoiles sont bien plus grands que les planètes, et que Mercure est le plus petit corps céleste connu.

## XVesiècle
- 1420

Ulugh Beg fonde l'observatoire de Samarcande.
- 1437

Les résultats des travaux de l'observatoire de Samarcande sont consignés dans les tables du Soleil (Zij-i-Sultani), un catalogue de 1018 étoiles.

## XVIesiècle
- 1572

Supernova dite de Tycho (SN 1572), la première observée de façon précise en Europe par Tycho Brahe, ainsi qu'en extrême orient.
- 1576

Tycho Brahe fonde son observatoire astronomique près d'Uraniborg.
- 1577

Taqi al-Din fonde l'observatoire de Constantinople, de grandeur comparable à celui de Samarcande et celui de Tycho Brahé.
- 1592

De la mi-novembre à la mi-décembre, l'apparition des quatre étoiles invitées de 1592 est mentionnée en Corée. Il s'agit probablement de quatre novae dont la lumière a fortuitement atteint de façon quasi simultanée la Terre.
- 1596

David Fabricius observe la première étoile variable, Mira, dont la période précise sera déterminée 40 ans plus tard.

## XVIIesiècle
- 1603

Johann Bayer publie l'Uranometria, qui pour la première fois classifie les étoiles sous des noms normalisés (Désignation de Bayer) et non traditionnels.
- 1604

Supernova dite de Kepler (SN 1604), dans la constellation d'Ophiuchus, observée par Johannes Kepler, Galilée et les astronomes d'extrême orient.
- 1609

Galilée, qui utilise pour la première fois une lunette, a l'idée de la tourner vers le ciel ; il invente la lunette astronomique.
Johannes Kepler publie Astronomia nova, où il énonce les deux premières lois qui portent désormais son nom.
- 1612

Première observation (probable) d'une nova par un astronome européen, Christoph Scheiner.
Nicolas-Claude Fabri de Peiresc découvre la nébuleuse d'Orion.
- 1619

Johannes Kepler publie la troisième loi de Kepler dans Harmonices Mundi.
- 1638

Johann Holwarda détermine la période de variabilité de Mira.
- 1667

Fondation de l'observatoire de Paris, le plus vieil établissement astronomique encore en activité.
Geminiano Montanari observe qu'Algol est une étoile variable.
- 1668

Isaac Newton invente le télescope.
- 1670

Première observation certaine d'une nova en Europe, CK Vul par Dom Anthelme.
- 1675

Fondation de l'observatoire royal de Greenwich.
- 1679

Edmund Halley publie son catalogue de 341 étoiles de l'hémisphère sud.
- 1687

Isaac Newton énonce la loi universelle de la gravitation, dans Philosophiae Naturalis Principia Mathematica.
Johannes Hevelius publie son catalogue de 1 500 étoiles.

## XVIIIesiècle
- 1700

Création de l'observatoire de Berlin.
- 1717

Observation des mouvements propres de quelques étoiles (Sirius et Arcturus) par Edmund Halley.
- 1725

La version définitive de Historia coelestis Britannica de John Flamsteed est publiée après sa mort. Introduction de la désignation de Flamsteed pour les étoiles les plus brillantes des constellations.
- 1729

Invention de la lunette achromatique par Chester Moore Hall.
- 1750

Thomas Wright explique la Voie lactée comme étant une multitude d'étoiles qui s'étend au loin dans une structure en forme de disque vu par la tranche.
- 1755

Le philosophe Emmanuel Kant suppose que les nébuleuses de forme elliptique sont constituées d'étoiles, tout comme l'est la Voie lactée.
- 1771

Charles Messier entame le catalogue qui porte aujourd'hui son nom.
- 1783

William Herschel entreprend de cartographier la Voie lactée.
- 1784

John Goodricke découvre la variabilité de Delta Cephei, archétype des céphéides.

## XIXesiècle
- 1802

William Herschel découvre les étoiles binaires.
- 1820

Fondation de la Royal Astronomical Society en Angleterre.
- 1827

Début de la publication de la revue scientifique Monthly Notices of the Royal Astronomical Society.
- 1830

Première détermination de l'orbite d'un système binaire, avec ξ Ursae Majoris, par Félix Savary.
- 1834

Friedrich Wilhelm Bessel propose la présence d'un compagnon peu lumineux (en fait la naine blanche Sirius B) pour expliquer les irrégularités du mouvement propre de Sirius.
- 1838

Friedrich Wilhelm Bessel mesure la première parallaxe stellaire avec l'étoile 61 Cygni.
- 1842

Christian Doppler découvre l'effet Doppler.
- 1843

Heinrich Schwabe publie sa découverte du cycle solaire de onze ans qui porte son nom.
Maximum de l'éruption de l'étoile Eta Carinae, qui devient la deuxième étoile la plus brillante du ciel à ce moment-là et forme la nébuleuse de l'Homoncule.
- 1859

Première observation d'une éruption solaire par Richard Carrington et R. Hodgson.
Friedrich Wilhelm Argelander publie le Bonner Durchmusterung, premier catalogue d'étoiles moderne, recensant plus de 300 000 astres.
L'éruption solaire de 1859 est la plus violente éruption solaire jamais enregistrée. Elle affecte durablement les réseaux de télécommunication.
- 1860

Naissance de l'astrophysique avec l'invention de la spectroscopie dont William Huggins est le précurseur. La décomposition de la lumière en bandes de couleurs permet de déterminer la composition chimique des planètes (leurs atmosphères) et des étoiles.
Gustav Kirchhoff et Robert Bunsen expliquent les raies de Fraunhofer.
- 1862

Alvan Graham Clark découvre la première naine blanche, Sirius B.
- 1864

James Clerk Maxwell publie les lois de l'électromagnétisme.
- 1867

Découvertes des étoiles Wolf-Rayet par Charles Wolf et Georges Rayet.
- 1868

Premières observations des protubérances solaires[Lequel ?] par Jules Janssen et Joseph Norman Lockyer.
Première mise en évidence de la vitesse radiale de certaines étoiles, notamment Sirius, par William Huggins.
- 1872

Henry Draper obtient la première photographie d'un astre (Véga) et de son spectre.
- 1885

Première observation d'une supernova extragalactique, SN 1885A dans la galaxie d'Andromède.
Johann Jakob Balmer établit empiriquement la longueur d'onde des raies spectrales de la série de Balmer.
- 1888

John Dreyer publie le catalogue NGC, comprenant près de 8 000 objets non stellaires.
- 1890

Hermann Carl Vogel découvre les binaires spectroscopiques.
- 1895

Première parution de l'Astrophysical Journal.
Découverte des rayons X par Wilhelm Röntgen.
- 1896

Henri Becquerel découvre la radioactivité.
Mise en service de la grande lunette de Meudon.
- 1897

Joseph John Thomson découvre l'électron.
Fondation de l'observatoire Yerkes près de Chicago.
- 1898

Pierre et Marie Curie isolent les premiers éléments radioactifs, le polonium et le radium.
- 1900

Paul Ulrich Villard découvre les rayons gamma.

## XXesiècle
- 1902

James Jeans découvre le phénomène d'instabilité gravitationnelle (ou instabilité de Jeans)
- 1905

Albert Einstein édicte les lois de la relativité restreinte.
- 1908

Première mesure d'un champ magnétique en dehors de la Terre, celui de taches solaires à l'aide de l'effet Zeeman par George Ellery Hale.
Henrietta Leavitt découvre la relation entre période et luminosité des céphéides, utilisée plus tard pour mesurer les distances en astronomie et en particulier par Edwin Hubble pour prouver l'expansion de l'Univers.
- 1911

Victor Franz Hess découvre les rayons cosmiques.
- 1912

Henrietta Leavitt découvre la relation période-luminosité des céphéides, permettant de mesurer la distance de ces étoiles.
- 1914

Vesto Slipher découvre le décalage vers le rouge systématique de certaines « nébuleuses », comme on les appelait alors (en fait des galaxies).
Ejnar Hertzsprung et Henry Norris Russell découvrent la relation entre le type spectral et la magnitude absolue des étoiles.
- 1915

Albert Einstein découvre la relativité générale. Début de la cosmologie moderne.
- 1917

Mise en service du télescope Hooker du Mont Wilson (2,5 m de diamètre).
Albert Einstein propose le premier modèle cosmologique basé sur la relativité générale : l'Univers d'Einstein.
Willem de Sitter propose un autre modèle cosmologique : l'espace de de Sitter.
- 1918

Harlow Shapley prouve que le Soleil n'est pas situé au centre de la Voie lactée, dont le centre est, vu depuis la Terre, dans la constellation du Sagittaire.
Edwin Hubble suggère que la Nébuleuse du Crabe est formé par les débris de l'explosion d'une nova (en fait une supernova).
- 1919

Observation de la déflexion de la lumière par le Soleil à la suite d'expéditions menées par Arthur Eddington, qui confirment les prédictions de la relativité générale.
- 1920

Le Grand Débat entre Harlow Shapley et Heber Curtis au sujet de la nature exacte des « nébuleuses » (en fait les galaxies) comme on les appelait alors.
- 1921

Knut Lundmark compile l'ensemble des données disponibles à l'époque relatives aux récits d'« étoiles invitées » observées par les astronomes du monde chinois. Au même moment, C. O. Lampland puis John C. Duncan annoncent que l'aspect de la Nébuleuse du Crabe change au cours du temps et est en expansion.
- 1924

Observation du redshift gravitationnel à la surface de Sirius B.
Publication du catalogue Henry Draper, œuvre de Annie Jump Cannon.
- 1925

Edwin Hubble découvre des galaxies extérieures à la Voie lactée (NGC 6822 puis M32 et M33). Le Grand Débat est clos.
- 1927

Georges Lemaître présente indépendamment des travaux antérieures d'Alexandre Friedmann son idée d'univers en expansion qui passe à peu près inaperçue, mais qui annonce la théorie du Big Bang.
Jan Oort montre la réalité de la rotation de la Voie lactée, et détermine que le centre galactique est situé dans la constellation du Sagittaire.
Première datation radioactive de la Terre (âge trouvé : entre 1,3×109 et 6×109 années).
Ira Sprague Bowen explique que certaines raies spectrales, à l'origine attribuées à un élément chimique inconnu en laboratoire, le nébulium, sont en réalité des raies interdites de divers atomes ionisés.
- 1928

Edwin Hubble fait le lien entre la position de la Nébuleuse du Crabe, sa dynamique, et le récit de l'« étoile invitée » de l'an 1054 (en fait la supernova SN 1054).
- 1930

Robert Trumpler met en évidence le phénomène d'extinction interstellaire au sein de la Voie lactée.
Subrahmanyan Chandrasekhar montre l'existence d'une masse maximale aux naines blanches.
- 1934

Walter Baade et Fritz Zwicky découvrent que les « novae » observées jusqu'alors englobent deux classes de phénomènes, les novae et les supernovae, beaucoup plus rares mais beaucoup plus lumineuses.
Grote Reber soupçonne l'existence de sources d'ondes radio dans la constellation du Cygne. C'est le début de la radioastronomie.
- 1938

À la suite de la découverte du neutron, Fritz Zwicky propose qu'une supernova est la conséquence de l'effondrement d'une étoile en étoile à neutrons.
- 1939

Calcul de l'effondrement d'une étoile en trou noir par Robert Oppenheimer et Hartland Snyder.
Hans Bethe découvre que les réactions nucléaires sont la source d'énergie des étoiles.
- 1942

Découverte de l'émission radio du Soleil.
- 1946

Première mesure d'un champ magnétique en dehors du Système Solaire, dans l'étoile 78 Virginis.
Premiers travaux sur la nucléosynthèse dans les étoiles (Fred Hoyle).
Première détection certaine de sources astronomiques d'ondes radio (Cygnus A) par J. S. Hey, S. J. Parsons et J. W. Phillips.
George Gamow découvre que l'univers primordial était non seulement dense mais aussi chaud et donc siège de réactions nucléaires (nucléosynthèse primordiale).
- 1947

Viktor Ambartsumian découvre les associations stellaires.
Bart Bok propose le terme de « globule » pour désigner les objets désormais appelés globules de Bok, et en explique la nature.
- 1948

Découverte de l'émission du Soleil dans le domaine des rayons X.
De nouvelles sources d'ondes radios sont découvertes par J. G. Bolton, parmi lesquelles Taurus A (plus tard identifiée à la Nébuleuse du Crabe) et Centaurus A.
- 1949

Mise en service du télescope de 5,08 mètres (200 pouces) du Mont Palomar, le plus grand du monde à l'époque.
Identification des contreparties optique de plusieurs sources d'ondes radio. Centaurus A est en réalité NGC 5128 et Virgo A NGC 4486.
- 1952

Walter Baade corrige la relation période-luminosité de certaines céphéides (sous classe des variables de type W Virginis), corrigeant la valeur de la constante de Hubble.
- 1955

Mise en service du radiotélescope géant de Jodrell Bank (75 mètres de diamètre).
- 1956

Découverte de la nature double de Cygnus A (correspondant aux deux lobes de matière éjectés de part et d'autre du trou noir supermassif de cette galaxie).
Des méthodes plus précise de datation radioactive déterminent la valeur exacte de l'âge du système solaire (4,55 milliards d'années).
- 1957

Compréhension des aspects essentiels de la nucléosynthèse stellaire par Margaret Burbidge, Geoffrey Burbidge, William Fowler, et Fred Hoyle (article B²FH). Seul Fowler obtiendra le prix Nobel de physique pour ces travaux.
- 1959

Arkadi Migdal prédit la superfluidité de l'intérieur des étoiles à neutrons, confirmée en 1969 par l'observation du phénomène de glitches dans la pulsar de Vela.
- ~ 1960

« Âge d'or » de l'étude des trous noirs.
- 1961

Horace W. Babcock propose une explication qualitative du cycle solaire de 11 ans.
- 1962

Découverte des quasars.
Découverte de la première source astrophysique de rayons X (Scorpius X-1). Certaines de ces sources sont galactiques, d'autres extragalctiques.
- 1963

Découverte de l'émission en rayons X de la nébuleuse du Crabe.
- 1964

Découverte de Cygnus X-1, qui fut interprété par la suite comme étant le premier trou noir stellaire connu.
- 1965

Découverte du fond diffus cosmologique.
Découverte du milieu intergalactique chaud (108 K par l'intermédiaire de son rayonnement X dans l'amas de Coma).
- 1967

Découverte des pulsars par Jocelyn Bell et Antony Hewish à Cambridge.
- 1969

Découverte des sursauts gamma par les satellites militaires de surveillance Vela 5A et Vela 5B.
Découverte des glitches dans le pulsar de Vela, prouvant que l'intérieur des étoiles à neutrons est superfluide.
- 1970

Découverte des oscillations quasi périodiques dans le spectre d'émission d'une binaire X (Scorpius X-1).
Lancement de la première mission spatiale entièrement destinée à l'astronomie des rayons X, Uhuru.
George R. Carruthers met en évidence l'hydrogène moléculaire par son absorption dans le domaine ultraviolet.
- 1972

Première association entre une variable cataclysmique et une source de rayons X (EX Hydrae).
Première identification quasi certaine d'un trou noir stellaire, la source Cygnus X-1 dans le système binaire formé avec l'étoile HDE 226868.
Lancement du premier satellite artificiel dévolu à l'étude des sources de rayons gamma, SAS-2 (15 novembre).
- 1973

Création de l'agence spatiale européenne.
Lancement de la sonde Pioneer 11.
Pioneer 10 atteint Jupiter et transmet les premières images haute résolution de la planète et de certains de ses satellites.
Fin de la mission SAS-2 en raison d'un problème d'alimentation électrique.
- 1974

Découverte du premier pulsar binaire, PSR B1913+16.
- 1975

Première détection de sources dans le domaine de l'ultraviolet extrême, par le satellite EUV.
Mise en service du plus grand télescope de l'époque, le Zelenchuk (6 mètres de diamètre).
Première découverte d'un objet céleste par son rayonnement gamma, PSR J0633+1746 (Geminga).
- 1976

Mise en service de l'interféromètre radio Very Large Array (VLA).
- 1977

Sortie du film Star Wars le 25 mai qui connaît un succès mondial et qui suscite de grands intérêts pour les étoiles.
Lancement des sondes HEAO-1 (12 août), Voyager 2 (20 août) et Voyager 1 (5 septembre). Ces deux dernières sont toujours opérationnelles en 2012.
- 1978

Lancement des missions International Ultraviolet Explorer (IUE) et HEAO-2 (Einstein, 12 novembre).
- 1980

Découverte du premier pulsar X anormal, PSR J2301+5852 (2E 2259.0+5836)
- 1982

Découverte du premier pulsar milliseconde, PSR B1923+37.
- 1983

Lancement de la mission européenne EXOSAT (26 mai).
Première détection de l'influence d'un sursaut gamma (GRB 830801) sur la haute atmosphère terrestre (1er août).
Lancement du premier satellite observant dans l'infrarouge, IRAS.
- 1984

Découverte du second pulsar X anormal, 1E 1048.1-5937.
- 1987

Explosion de la supernova SN 1987A et détection des premiers neutrinos émis par un autre astre que le Soleil.
Découverte de PSR B0042-73, premier pulsar connu du Petit Nuage de Magellan.
- 1990

Lancement du télescope spatial Hubble (18 avril), du satellite ROSAT (1er juin) et de la sonde Ulysses (6 octobre).
- 1991

Détection d'un rayon cosmique de 3,2×1020 eV, un des plus énergétiques connus à ce jour.
- 1993

Lancement du satellite ASCA (20 février).
- 1994

Première mise en évidence du phénomène de jet supraluminique avec le microquasar GRS 1915+105
- 1995

Découverte de la première exoplanète par Michel Mayor et Didier Queloz (de l'observatoire de Genève), d'après des observations qu'ils ont réalisées à l'observatoire de Haute-Provence grâce à la méthode des vitesses radiales. L'étoile hôte est 51 Pegasi, dans la constellation de Pégase, à environ 40 années lumière de la Terre.
- 1996

Première détection d'une étoile à neutrons isolée qui ne soit pas vue sous la forme d'un pulsar.
- 1997

Première observation d'une contrepartie optique d'un sursaut gamma (GRB 970228).
Identification formelle de la nouvelle classe des pulsars X anormaux.
- 1999

Première lumière du VLT au Chili à 2 400 m d'altitude.
Lancement de la mission Télescope spatial FUSE (24 juin) et des télescopes spatiaux Chandra (23 juillet) et XMM-Newton (10 décembre).

## XXIesiècle
- 2002

L'astronomie est récompensée par le prix Nobel de physique attribué à Riccardo Giacconi pour sa contribution au développement de l'astronomie des rayons X.
Lancement de la mission INTEGRAL (17 octobre).
Première mesure convaincante du décalage vers le rouge gravitationnel à la surface d'une étoile à neutrons (EXO 0748-676).
Première découvert d'un pulsar X anormal extragalactique (PSR J0100-7211, dans le Petit Nuage de Magellan).
- 2003

Fin de la mission de la sonde Pioneer 10.
Découverte de l'association entre un sursaut gamma (GRB 030329) et une supernova (SN 2003dh), résolvant le mystère de la nature des sursauts gamma.
Lancement du télescope spatial Spitzer (anciennement appelé SIRTF, 25 août).
Fin de la mission Galileo.
Découverte du premier pulsar double, PSR J0737-3039
- 2004

Voyager 1 atteint le choc terminal, première structure délimitant la frontière entre le système Solaire et le milieu interstellaire (héliopause) et entre dans l'héliogaine.
- 2008

Première mesure du moment cinétique d'un trou noir stellaire, avec GX 339-4 qui s'avère proche d'être un trou noir extrémal
Découverte d'un quatrième sursauteur gamma mou galactique, SGR J0501+4516
Lancement du Fermi Gamma-ray Space Telescope (anciennement GLAST), qui découvre un (RX J0007.0+7303) puis plusieurs pulsars gamma silencieux dans les autres domaines de longueur d'onde à l'instar de PSR J0633+1746 (Geminga).
- 2012

(2 mai) Première preuve visuelle de l'existence des trous-noirs. L'équipe de Suvi Gezari de l'université Johns-Hopkins, utilisant le télescope hawaien Pan-STARRS 1, publie les images d'un trou noir supermassif à 2,7 millions d'années lumière en train d'aspirer une géante rouge.